# Mauritius International
Die Mauritius International sind im Badminton die offenen internationalen Meisterschaften von Mauritius. Sie werden seit 1966 ausgetragen und sind neben den Afrikameisterschaften und Afrikaspielen eine der bedeutendsten Meisterschaften Afrikas. Eine ähnliche Tradition und Bedeutung haben in Afrika nur noch die Kenya International, Nigeria International und die South Africa International. 2007 waren die Mauritius International das erste Turnier auf dem afrikanischen Kontinent, bei welchem ein Preisgeld ausgezahlt wurde. Nationale Titelkämpfe gibt es auf Mauritius seit 1967.

## Die Sieger
| Saison    | Herreneinzel            | Dameneinzel               | Herrendoppel                          | Damendoppel                                 | Mixed                                        |
| --------- | ----------------------- | ------------------------- | ------------------------------------- | ------------------------------------------- | -------------------------------------------- |
| 1966      | B. L. Hall              | Muirhead                  | B. L. Hall R. Chevreau de Montlehu    | P. Foster Muirhead                          | P. Chevreau de Montlehu G. de Chazal         |
| 1967      | B. L. Hall              | J. Shaw                   | B. L. Hall P. Stannard                | P. Foster J. Shaw                           | P. Chevreau de Montlehu G. de Chazal         |
| 1968      | Yvan Lagesse            | P. Mathieu                | J. Li Sing Jacob Pin Harry            | G. de Chazal J. Pearson                     | Jacob Pin Harry J. Pearson                   |
| 1969      | Jacob Pin Harry         | Hélène Pin Harry          | H. Dulloo H. Nagesh                   | A. M. Bouchet M. C. Juhel                   | Jacob Pin Harry D. Wan                       |
| 1970      | Jacob Pin Harry         | S. Sheo Chap Sing         | G. de Chazal H. de Chazal             | J. Mathieu V. Marot                         | P. Chevreau de Montlehu J. Mathieu           |
| 1971 1987 | keine Daten             | keine Daten               | keine Daten                           | keine Daten                                 | keine Daten                                  |
| 1988      | Yogeshwar Bissessur     | Martine de Souza          | Mauritius Mauritius                   | Martine de Souza                            | Martine de Souza                             |
| 1989      | Abhinesh Dussain        | Martine de Souza          | Gilles Allet Abhinesh Dussain         | Martine de Souza Cathy Foo Kune             | Gilles Allet Martine de Souza                |
| 1990      | keine Daten             | keine Daten               | keine Daten                           | keine Daten                                 | keine Daten                                  |
| 1991      | Tamuno Gibson           | Martine de Souza          | Tamuno Gibson Agarawu Tunde           | Martine de Souza Vandanah Seesurun          | Tamuno Gibson Obiageli Olorunsola            |
| 1992 1993 | nicht ausgetragen       | nicht ausgetragen         | nicht ausgetragen                     | nicht ausgetragen                           | nicht ausgetragen                            |
| 1994      | Peter Bush              | Sandra Dimbour            | Michael Adams Dave Wright             | Joanne Davies Tanya Woodward                | Michael Adams Joanne Davies                  |
| 1995      | Steve Isaac             | Justine Willmott          | Pang Cheh Chang Pei Wee Chung         | Michelle Edwards Meagen Burnett             | Steve Isaac Karen Chapman                    |
| 1996      | Jason Wong              | Justine Willmott          | Nitin Panesar Dave Wright             | Lorraine Cole Justine Willmott              | Dave Wright Lorraine Cole                    |
| 1997      | Yap Yong Jyen           | Michelle Edwards          | Peter Jeffrey Graham Hurrell          | Kirsteen McEwan Wendy Taylor                | Peter Jeffrey Kirsteen McEwan                |
| 1998 2000 | nicht ausgetragen       | nicht ausgetragen         | nicht ausgetragen                     | nicht ausgetragen                           | nicht ausgetragen                            |
| 2001      | Sydney Lengagne         | Michelle Edwards          | Geenesh Dussain Yogeshsingh Mahadnac  | nicht ausgetragen                           | Stephan Beeharry Shama Aboobakar             |
| 2002      | Conrad Hückstädt        | Michelle Edwards          | Matthew Hughes Martyn Lewis           | Felicity Gallup Joanne Muggeridge           | Matthew Hughes Joanne Muggeridge             |
| 2003      | Keita Masuda            | Pi Hongyan                | Shuichi Nakao Shuichi Sakamoto        | Nicole Grether Juliane Schenk               | Shizuka Yamamoto Tadashi Ohtsuka             |
| 2004      | Abhinn Shyam Gupta      | Ling Wan Ting             | Keita Masuda Tadashi Ohtsuka          | Li Yujia Jiang Yanmei                       | Lee Yen Hui Kendrick Li Yujia                |
| 2005      | nicht ausgetragen       | nicht ausgetragen         | nicht ausgetragen                     | nicht ausgetragen                           | nicht ausgetragen                            |
| 2006      | Richard Vaughan         | Agnese Allegrini          | Dorian James Willem Viljoen           | Karen Foo Kune Grace Daniel                 | Greg Orobosa Okuonghae Grace Daniel          |
| 2007      | Sho Sasaki              | Agnese Allegrini          | Jochen Cassel Thomas Tesche           | Ana Moura Maja Tvrdy                        | Chris Dednam Michelle Edwards                |
| 2008      | Edwin Ekiring           | Grace Daniel              | Jinkan Ifraimu Ola Fagbemi            | Chantal Botts Michelle Edwards              | Dorian James Michelle Edwards                |
| 2009      | Jan Fröhlich            | Grace Daniel              | Dorian James Willem Viljoen           | Susan Ideh Juliette Ah-Wan                  | Ola Fagbemi Grace Daniel                     |
| 2010      | Oscar Bansal            | Elisa Chanteur            | Sahir Edoo Yoni Louison               | Leisha Cooper Yeldi Louison                 | Yoga Ukikasah Karen Foo Kune                 |
| 2011      | Chetan Anand            | Nicole Grether            | Manu Attri Jishnu Sanyal              | Nicole Grether Charmaine Reid               | Dorian James Michelle Edwards                |
| 2012      | Kuan Beng Hong          | Shama Aboobakar           | Gan Teik Chai Ong Soon Hock           | Alisen Camille Cynthia Course               | Georgie Cupidon Cynthia Course               |
| 2013      | Vinay Kumar Reddy       | Kate Foo Kune             | Andries Malan Willem Viljoen          | Elme de Villiers Sandra Le Grange           | Willem Viljoen Michelle Butler-Emmett        |
| 2014      | Luka Wraber             | Jeanine Cicognini         | Raphael Beck Andreas Heinz            | Annika Horbach Maria Mata Masinipeni        | Andreas Heinz Annika Horbach                 |
| 2015      | Kevin Cordón            | Nanna Vainio              | Shlok Ramchandran Sanyam Shukla       | Negin Amiripour Soraya Aghaei Hajiagha      | Andries Malan Jennifer Fry                   |
| 2016      | Rahul Yadav Chittaboina | Saili Rane                | Satwiksairaj Rankireddy Chirag Shetty | Lee Zhi Qing Prajakta Sawant                | Satwiksairaj Rankireddy Maneesha Kukkapalli  |
| 2017      | Goh Giap Chin           | Shikha Gautam             | Fabio Caponio Giovanni Toti           | Lisa Kaminski Hannah Pohl                   | Yogendran Krishnan Prajakta Sawant           |
| 2018      | Goh Giap Chin           | Letshanaa A. Karupathevan | Daniel Graßmück Roman Zirnwald        | Simran Singhi Ritika Thaker                 | Georges Paul Aurelie Marie Elisa Allet       |
| 2019      | Goh Giap Chin           | Thet Htar Thuzar          | Boon Xin Yuan Yap Qar Siong           | Kasturi Radhakrishnan Venosha Radhakrishnan | Vinson Chiu Breanna Chi                      |
| 2020 2022 | nicht ausgetragen       | nicht ausgetragen         | nicht ausgetragen                     | nicht ausgetragen                           | nicht ausgetragen                            |
| 2023      | Kartikey Gulshan Kumar  | Hina Akechi               | Shogo Ogawa Daisuke Sano              | Natsumi Takasaki Mai Tanabe                 | Hariharan Amsakarunan Varshini Viswanath Sri |
| 2024      | Yudai Okimoto           | Nanaho Kondo              | Julien Maio William Villeger          | Kaho Osawa Mai Tanabe                       | Julien Maio Léa Palermo                      |